# Râul Fox (Wisconsin)
Râul Fox (engl. Fox River) este o apă curgătoare situată în centrul și estul statului Wisconsin, SUA. El are lungimea de 322 km, direcția cursului său fiind de la sud spre nord. Izvorul se află la altitudinea de 176 m, în apropiere de Pardeeville, Wisconsin. Fox după ce a traversat localitățile Neenah, Manasha, Appleton, Little Chute, Kimberly Combined Locks, Kaukauna și lacul Winnebago, se varsă la Green Bay în lacul Michigan care deversează în Fluviul Sf. Laurențiu.
1. 1 2 3 4 5 6 7 8  The National Map